# Джордж Вестінгауз
Джордж Вестінгауз (англ. George Westinghouse; 6 жовтня 1846 — 12 березня 1914) — американський промисловець, інженер та підприємець, засновник компанії «Вестінгауз Електрик».

## Життєпис
Народився 6 жовтня 1846 в Централ-Бриджі (Нью-Йорк). Його предки походили з Вестфалії в Німеччині, які спочатку переїхали до Англії, а потім емігрували до США. Прізвище є англізованою формою від німецького прізвища Вестінгаузен (нім. Westinghausen). Його батько був власником машинного цеху, талановитим винахідником та бізнесменом; отримав шість патентів на сільськогосподарські механізми.
Найбільш значущими винаходами Джорджа Вестінгауза варто вважати роботи в області гальмівних систем залізничного рухомого складу.
Вестінгауз сконструював гальмо, що спрацьовує під тиском пари, а потім перше повітряне залізничне гальмо (патент отримав 1869 року). 1872 року Вестінгауз ввів автоматичне керування гальмом, після чого створив компанію з виробництва гальм, організував їх впровадження на рухомому складі пасажирського, пізніше товарного парку, і експлуатацію в США, а потім у Західній Європі та Росії. У другій половині XX століття гальмо Вестінгауз став використовуватися на комерційних автомобілях. Фактично пневматичні гальмівні системи сучасних великих автобусів, вантажівок та автопоїздів — вдосконалена версія гальма Вестінгауз.
Джорджу Вестінгаузу належать роботи в області нової системи сигналізації на залізницях, винахід методу демпфування ударів при зіткненнях вагонів на початку руху потягу і при його зупинці.
Крім того, Вестінгауз розробив способи безпечного транспортування природного газу по трубах на великі відстані, удосконалив електричний трансформатор. У 1893 році електромережа Вестінгауз висвітлювала Всесвітню виставку в Чикаго, а в 1894 році 10 електрогенераторів конструкції Ніколи Тесли були встановлені компанією Вестінгауза на новій гідроелектростанції Ніагарського водоспаду. У цей період Джордж Вестінгауз активно співпрацює в області змінного струму з сербським винахідником і всіляко його підтримує. Завдяки чому отримує свої найбільш значні патенти в області змінного струму і виявляється втягнутим в патентну війну з компанією Едісона, яка отримала назву «війна струмів», що закінчилася тільки після злиття і утворення «General Electric».
Серед інших значних винаходів Вестінгауза:
- трамвайний тяговий електродвигун ;
- електроприводні гальма для метро, що забезпечує швидку і безпечну зупинку потяга;
- електрифікований локомотив (електровоз) ;
- амортизатор для підвіски автомобіля.

Всього винахідник зареєстрував понад 400 патентів.
У 1910-1911 роках Вестінгауз був президентом Американського товариства інженерів — механіків.

## Доробок

### Патенти
- U.S. Patent 34 605
- U.S. Patent 106 899
- U.S. Patent 109 695
- U.S. Patent 136 631
- U.S. Patent 149 901
- U.S. Patent 218 149
- U.S. Patent 280 269
- U.S. Patent 366 362
- U.S. Patent 399 639
- U.S. Patent 314 089
- U.S. Patent 400 420
- U.S. Patent 425 059
- U.S. Patent 427 489
- U.S. Patent 437 740
- U.S. Patent 446 159
- U.S. Patent 454 129
- U.S. Patent 497 394
- U.S. Patent 499 336
- U.S. Patent 543 280
- U.S. Patent 550 465
- U.S. Patent 579 506
- U.S. Patent 595 007
- U.S. Patent 595 008
- U.S. Patent 609 484
- U.S. Patent 672 114
- U.S. Patent 672 117
- U.S. Patent 676 108
- U.S. Patent 687 468
- U.S. Patent 727 039
- U.S. Patent 922 827
- U.S. Patent 995 508
- U.S. Patent 1 119 913